# Sanctions contre Haïti
Les sanctions contre Haïti sont des sanctions économiques et internationales mises en place notamment par les Nations unies à la suite d'un coup d'État militaire contre Jean-Bertrand Aristide en 1991. Ces sanctions prennent fin en 1994, après une courte interruption en 1993.

## Histoire
Le 8 octobre 1991, l'Organisation des États américains, suivie par la Communauté européenne, met en place un embargo pour sanctionner le coup d'état de Raoul Cedras contre le président Jean-Bertrand Aristide, fraîchement élu.
Le 3 juin 1993, le Conseil de sécurité des Nations unies par la résolution 841 met en place un embargo sur les produits pétroliers, ainsi que sur l'armement contre Haïti.
En juillet 1993, Raoul Cedras et Jean-Bertrand Aristide signent un accord ; en réaction, en août, le Conseil de sécurité par la résolution 861 annule ses sanctions. Mais l'accord est annulé peu de temps après, à la suite du revirement du régime militaire. Après cet épisode, en octobre, le Conseil de sécurité par la résolution 875 remet en place l'embargo sur les produits pétroliers et les armes,.
Le 7 mai 1994, le Conseil de sécurité des Nations unies vote un embargo quasi complet prenant effet le 21 mai contre Haïti, à la suite de l'absence d'évolution de la situation politique. Cet embargo exclut les produits alimentaires, l'essence et les produits médicaux. Ces sanctions incluent également des interdictions de voyager pour la personnalité du régime militaire, et une interdiction de vols pour les avions militaires d'Haïti.
En septembre 1994, l'embargo est suspendu par le Conseil de sécurité, puis cette suspension est définitivement actée en octobre 1994,.

## Impacts
Ces sanctions et notamment les différents embargos sont vivement contestés de par leur impact sanitaire et humanitaire sur la population civile haïtienne. En novembre 1993, une étude d'Harvard nommée Sanctions in Haiti: Crisis in Humanitarian Action parle d'une forte augmentation de la mortalité infantile de l'ordre de 33 %, avec plus de 100 000 cas de malnutrition supplémentaires. L'étude affirme que si l'embargo ne porte pas légalement sur les produits alimentaires et médicaux, en pratique ces produits sont soumis à l'embargo. De plus, la distribution humanitaire est mis en difficulté de par le manque de matériels pour assurer le transport de nourriture notamment.